# Rabenscheider Tunnel
Der Rabenscheider Tunnel ist ein eingleisiger Eisenbahntunnel auf der Bahnstrecke Haiger–Breitscheid und steht unter Denkmalschutz.

## Geschichte
Die Planung der Strecke begann vor dem Ersten Weltkrieg. Die Bauarbeiten wurden 1914 aufgenommen, sie zogen sich dann aber hin. Erst im Jahr 1926 wurde die acht Kilometer lange Teilstrecke bis zum Bahnhof Rabenscheid in Betrieb genommen. Hindernis für die Fortsetzung waren damals die Finanzierung des 1114 m langen Rabenscheider Tunnels und Zweifel an der Wirtschaftlichkeit. 1934 genehmigte die Reichsbahnhauptverwaltung dennoch den Weiterbau, um eine bessere verkehrstechnische Anbindung von Bergbau und Industrie im Raum Breitscheid zu ermöglichen. Im März 1936 begannen die Arbeiten, es waren bis zu 420 Arbeiter im Drei-Schicht-Betrieb beschäftigt. Drei Jahre später waren der Tunnel sowie die 4,4 km lange Fortsetzung der Strecke bis Breitscheid fertiggestellt.
1944 wurde der Zugverkehr eingestellt, um kriegsbedingt im Tunnel eine Fertigung von Flugzeugmotoren einzurichten. Es gab Gerüchte, dass auch Teile für die V1- und V2-Raketen gefertigt wurden. Erst im Februar 1949 wurde die komplette Strecke wieder in Betrieb genommen. 1980 erfolgte die Einstellung des Personenverkehrs und 1997 auch des Güterverkehrs. Der Tunnel ist seit 2006 zu einem Radweg umgebaut, über Bewegungsmelder wird das Innere beleuchtet.

## Beschreibung
Der Rabenscheider Tunnel unterfährt geradlinig den Höhenzug zwischen Aubachtal und Medenbachtal. Es existierten Planungen für eine spätere Elektrifizierung der Strecke, daher wurde das Bauwerk in einer für eine Nebenbahn ungewöhnlichen ovalen Querschnittsform durch den Berg gebohrt. Die beiden Tunnelportale sind schlichte Backsteinbauten.